# John Sundberg
Nils Johan „John“ Sundberg (* 20. Dezember 1920 in Gävle; † 10. Februar 2004 in Jättendal) war ein schwedischer Sportschütze.

## Erfolge
John Sundberg nahm an den Olympischen Spielen 1956 in Melbourne und 1964 in Tokio teil. Mit dem Freien Gewehr belegte er 1956 im Dreistellungskampf den sechsten Platz, während er mit dem Kleinkaliber im Dreistellungskampf mit 1167 Punkten sich als Dritter hinter Anatoli Bogdanow und Otakar Hořínek die Bronzemedaille sicherte. Im liegenden Anschlag wurde er Zwölfter. Die Spiele 1964 beendete er mit dem Freien Gewehr im Dreistellungskampf auf dem elften Platz, mit dem Kleinkaliber schloss er den Wettkampf im Dreistellungskampf auf dem 27. Platz und im liegenden Anschlag auf dem 51. Platz ab.
In Caracas sicherte sich Sundberg 1954 bei den Weltmeisterschaften sieben Medaillen. Im knienden Anschlag mit dem Freien Gewehr und im stehenden Anschlag mit dem Kleinkaliber gewann er im Einzel Silber bzw. Bronze. In Mannschaftswettbewerben belegte er mit dem Freien Gewehr im Dreistellungskampf sowie mit dem Kleinkaliber im stehenden Anschlag den dritten sowie mit dem Kleinkaliber im Dreistellungskampf und im knienden Anschlag den zweiten Platz. Im liegenden Anschlag wurde Sundberg mit der Kleinkaliber-Mannschaft Weltmeister. Diesen Erfolg wiederholte er mit einem erneuten Titelgewinn 1962 in Kairo.